# Comuna Volokîtîne, Putîvl
Volokîtîne (în ucraineană Волокитине) este o comună în raionul Putîvl, regiunea Sumî, Ucraina, formată din satele Kocerhî, Kubareve, Șcerbînivka și Volokîtîne (reședința).

## Demografie
Componența lingvistică a comunei Volokîtîne
     Ucraineană (91,22%)
     Rusă (8,68%)
Conform recensământului din 2001, majoritatea populației comunei Volokîtîne era vorbitoare de ucraineană (91,22%), existând în minoritate și vorbitori de rusă (8,68%).